# بريت ويلكينسون (لاعب اتحاد الرغبي)
بريت ويلكينسون (بالإنجليزية: Brett Wilkinson)‏ هو لاعب اتحاد الرغبي جنوب أفريقي، ولد في 29 نوفمبر 1983 في غراهامستاون ‏ في جنوب أفريقيا.

## وصلات خارجية
- بريت ويلكنسون عل موقع إسبنسكروم (الإنجليزية)
- بريت ويلكنسون على موقع ItsRugby.co.uk (الإنجليزية)